# WAC-47
WAC-47 ist ein Sturmgewehr der ukrainischen Staatsfirma Ukroboronprom und der US-amerikanischen Firma Aeroscraft. Das Gewehr basiert auf dem M16. So soll es auch im Kaliber 5,56 × 45 mm NATO schießen, aber auch in andere Kaliber wie 7,62 × 39 mm, 5,45 × 39 mm, .458 SOCOM und 6,8 mm Remington SPC mit Kits umgerüstet werden können. Mit der Waffe soll die Umrüstung der Ukrainischen Streitkräfte auf NATO-Standard vorangetrieben werden.